# Carl-Albert Keller
Carl-Albert Keller (* 2. August 1920 in Guntur/Indien (wo sein Vater eine Vertretung eines Winterthurer Handelshauses leitete); † 7. April 2008 in Echallens) war ein evangelischer Theologe, Missionar, Religionswissenschaftler und Mystikforscher.

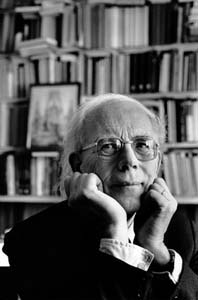
Erling Mandelmann: Carl-A. Keller (1989)

## Ausbildung
Die Grundschulen durchlief C.-A. Keller in Schaffhausen. 1938–1943 studierte er an den Universitäten von Zürich und Basel (hier u. a. bei Karl Barth) Theologie und semitische Sprachen (u. a. auch Ugaritisch, Arabisch, und Persisch) worin er auch promovierte.

## Arbeit, Lehrtätigkeit
Nach Studienabschluss zog er mit Frau und Kleinkind als Missionarsfamilie nach Kerala als theologischer Lehrer der neu vereinten Church of South India. Dabei widmete er sich wesentlich der Ökumene, jedoch noch mehr der Begegnung mit hinduistischer Frömmigkeit. Dort lernte er auch Tamil um den Hinduismus tiefer zu verstehen. In einem seiner Vorträge nannte er später diese Religion auch als eine Art Monotheismus.
1952–1956 liess er sich in Ossingen als Pfarrer anstellen; 1956 wurde er als Theologieprofessor für Altes Testament an die Universität Lausanne berufen, ab 1966 übernahm er dort den Lehrstuhl für Religionswissenschaft, ab 1987 als Honorarprofessor.

## Mystikforscher
Im Laufe seines Indienaufenthalts vertiefte C.-A. Keller seine Studien der christlichen und hinduistischen Mystik. Diese Vertiefungen führte er nach seiner Rückkehr in die Schweiz fort, indem er sich intensiv auch mit der Spiritualität und Mystik der grossen Religionen wie des Islam, des Buddhismus und des Judentums auseinandersetzte.

## Schriften

### Bücher
- Der unbekannte Gott; Benziger Einsiedeln 1967
- Reinkarnation – Wiedergeburt aus christlicher Sicht; Paulus Freiburg/Schweiz 1987, ISBN 3-7228-0175-3
- Jesus ausserhalb der Kirche: das Jesusverständnis in neuen religiösen Bewegungen; Paulus Freiburg/Schweiz 1989, ISBN 3-7228-0195-8

Die meisten Bücher erschienen jedoch in französischer Sprache.

### Weitere Veröffentlichungen
Viele Artikel oder Kommentare finden sich in Lexika, Handbüchern, Bibelübersetzungen, Magazinen und Zeitschriften.